# Tamás Farkas
Tamás Farkas (* 1. Januar 1992 in Gheorgheni) ist ein ungarisch-rumänischer Eishockeyspieler, der seit 2012 beim HSC Csíkszereda in der rumänischen Eishockeyliga und der Erste Liga, der früheren MOL Liga, spielt.

## Karriere

### Club
Tamás Farkas begann seine Karriere in Ungarn, wo er für Dunaújvárosi Acélbikák, die Budapest Stars und Alba Volán Székesfehérvár in den dortigen Nachwuchsligen spielte. Für Alba Volán debütierte er 2008 in der damaligen MOL Lia und 2010 in der Ungarischen Eishockeyliga. 2012 wurde er mit dem Klub Ungarischer Meister. Nach diesem Erfolg wechselte er nach Rumänien, wo er seither beim HSC Csíkszereda in der Rumänischen Eishockeyliga und der Ersten Liga spielt. Zum Ende der Saison 2014/15 absolvierte er auch einige Spiele für den CS Progym Gheorgheni aus seiner Heimatstadt. Mit dem HSC Csíkszereda gewann er 2020, 2021 und 2022 die Erste Liga und 2022 auch die rumänische Meisterschaft.

### International
Farkas, der der ungarischsprachigen Minderheit der Szekler in Rumänien angehört, spielte im Juniorenbereich für Ungarn international: Er nahm an der U18-Weltmeisterschaft 2010 in der Division I sowie an den U20-Weltmeisterschaften 2011 und 2012 jeweils in der Division II teil.
Sein Debüt in der rumänischen Herren-Nationalmannschaft gab Farkas bei der Weltmeisterschaft 2019 in der Division I, wo ihm mit seinem Team der Aufstieg von der B- in die A-Gruppe gelang. Dort spielte er dann bei den Weltmeisterschaften 2022 und 2023. Zudem vertrat er sein Geburtsland bei der Olympiaqualifikation für die Winterspiele in Peking 2022.

## Erfolge
- 2012 Ungarischer Meister mit Alba Volán Székesfehérvár
- 2019 Aufstieg in die Division I, Gruppe A bei der Weltmeisterschaft der Division I, Gruppe B
- 2020 Gewinn der Ersten Liga mit dem HSC Csíkszereda
- 2021 Gewinn der Ersten Liga mit dem HSC Csíkszereda
- 2022 Gewinn der Ersten Liga mit dem HSC Csíkszereda
- 2022 Rumänischer Meister mit dem HSC Csíkszereda